# Disputa de Curupayty y Lomas de Pedro González
El territorio conocido como Lomas de Pedro González o Curupayty, hoy perteneciente al departamento de Ñeembucú en la República del Paraguay, fue objeto de un litigio por su posesión entre la tenencia de gobierno de Corrientes y la gobernación del Paraguay (desde 1782, intendencia del Paraguay), durante el dominio colonial de España en la región. El territorio se halla delimitado por los ríos Tebicuary, Paraguay y Paraná, y por los esteros que median entre esos ríos y los pueblos y estancias más occidentales de las Misiones guaraníes, hasta el arroyo Yabebirí.
Luego de la disolución del Virreinato del Río de la Plata a partir de 1810, las juntas de gobierno instaladas en Buenos Aires y en Asunción acordaron el 12 de octubre de 1811 que el territorio quedase provisionalmente bajo dominio paraguayo. Desde 1841 la provincia de Corrientes abandonó sus pretensiones en el área, pero los límites no fueron fijados definitivamente hasta la finalización de la Guerra de la Triple Alianza, con la firma del Tratado de Límites entre la República Argentina y la República del Paraguay el 3 de febrero de 1876.

Departamento de Ñeembucú, en el Paraguay actual.

## Antecedentes
La ciudad de Corrientes alegaba que el Partido de Pedro González estaba en su jurisdicción desde la fundación de la ciudad el 3 de abril de 1588 por el adelantado Juan Torres de Vera y Aragón. La jurisdicción asignada a la ciudad por el acta de su fundación era el territorio que quedaba entre los términos de las ciudades ya existentes de: Asunción, Concepción de la Buena Esperanza, Santa Fe de la Vera Cruz, ciudad Zaratina del San Salvador, ciudad Real del Guayrá, Villa Rica del Espíritu Santo y San Francisco de Mbiaza.

(...) fundo y asento y pueblo la Ciudad de Vera en el sitio que llaman de las siete corrientes provincia del paraná y el tape con los limites y terminos siguientes de las ciudades de la Asumpcion, de la Concepcion de buena esperanza, Santa fée y San Salvador, ciudad real, Villa Rica del espíritu Santo, San Francisco beaça en la costa del mar del Norte por agora y para siempre jamás en el entre tanto que S.M. ó por mi otra cosa sea mandado en su Real nombre (...)
Acta de Fundación de Corrientes

Los límites entre esas ciudades eran indeterminados o imprecisos y la mayoría de ellas desapareció o fueron trasladadas. El acta de fundación de la ciudad de Asunción se perdió tempranamente en un incendio, pero sus autoridades alegaron que sus límites traspasaban el río Paraná. Cuando los reyes de España crearon o dividieron las gobernaciones en la región del Río de la Plata, no se preocuparon por precisar los deslindes entre ellas, y estos se fueron delineando por derechos de conquista y ocupación, y por pactos entre las autoridades locales. Las autoridades correntinas sostenían que los pueblos misioneros se habían asentado dentro de su jurisdicción, ya que alegaban que esta alcanzaba hasta el río Tebicuary.

## Las misiones jesuíticas guaraníes
El 9 de febrero de 1604 fue establecida la Provincia Jesuítica del Paraguay y el sacerdote Marcial de Lorenzana fundó San Ignacio Guazú a principios de 1610, la primera reducción guaraní del distrito jesuítico del Paraná, en el área entre los ríos Paraná, Paraguay y Tebicuary. Al ser expulsados los jesuitas por orden del rey Carlos III, mediante la Pragmática Sanción del 27 de febrero de 1767, en esa área existían 8 reducciones, pero esos pueblos no habían ocupado las costas del río Paraguay, alejándose de la proximidad de los belicosos indígenas del Gran Chaco, enemigos seculares de los guaraníes. 
En 1617 el rey dispuso dividir la gobernación del Río de la Plata y del Paraguay, quedando Asunción y Corrientes en gobernaciones distintas, sin fijar sus límites comunes. Las tres reducciones existentes en la provincia del Paraná, San Ignacio Guazú, Yaguapohá e Itapúa, siguieron bajo la dependencia nominal del Paraguay:

He tenido por bien que el dicho Gobierno se divida en dos: que el uno sea del Río de la Plata agregando las ciudades de la Trinidad, puerto de Buenos Aires, la ciudad de Santa Fe, la ciudad de San Juan de Vera de las Corrientes, la ciudad de la Concepción del Río Bermejo; y el otro Gobierno se institule de Guayrá, agregándole por cabeza de su Gobierno a la ciudad de Asunción del Paraguay, y la de Guayrá, Villa Rica del Espíritu Santo y Santiago de Jerez.

A solicitud del rey Felipe III, en 1620 el papa Paulo V erigió el Obispado de Buenos Aires separándolo del de Asunción. El papa encargó al nuevo obispo de Buenos Aires, Pedro Carranza, establecer los límites entre ambos obispados. El 6 de marzo de 1723 el obispo de Buenos Aires, Pedro Fajardo, comunicó al rey los problemas de límites que tenía con el obispo de Asunción en los pueblos de Misiones. El rey respondió el 11 de febrero de 1724 con una Real Cédula dirigida al obispo de Asunción, José Palos, ordenándole que se pusiera de acuerdo con el de Buenos Aires arreglandoos a las creaciones de esas Iglesias, y a la posesión y costumbre en que estuviereis, pasando luego lo resuelto a la Real Audiencia de Charcas para su aprobación. Sobre la base de lo dispuesto por el rey, y al fallo de los jueces compromisarios nombrados por los dos obispos (los jesuitas José de Insaurralde y Anselmo de la Mata), el obispo de Asunción quedó en posesión de las vertientes que fluyen al río Paraná, al sur de este hasta alcanzar la jurisdicción de Corrientes, mientras que el obispo de Buenos Aires mantuvo el Partido de Pedro González al norte del Paraná.
Desde su fundación, los pueblos jesuíticos quedaron en una virtual independencia de los gobernadores españoles, quedando el río Tebicuary como el límite de hecho con las autoridades residentes en Asunción. El rey Felipe III, mediante una cédula real del 26 de noviembre de 1726, puesta en efecto en 1729 y ratificada el 28 de diciembre de 1743 con la frase: "Es mi Real ánimo no se haga tampoco novedad en este particular", dispuso que los treinta pueblos de las Misiones guaraníes quedasen subordinados al gobernador de Buenos Aires, por lo que el río Tebicuary pasó a ser el límite entre la gobernación del Paraguay y la del Río de la Plata.

(...) estén en el todo debaxo el mando y jurisdiccion del Gobernador de Buenos Aires las treinta Reducciones de Indios, que están a cargo de los Padres de la Compañia en el distrito del Paraguay, con plena y absoluta inhibición del Gobernador y justicias del mismo Paraguay (...)

Los gobernadores del Paraguay sostuvieron luego que su gobernación había cedido a la de Buenos Aires el territorio ocupado por las reducciones jesuitas guaraníes, pero que los demás territorios que no habían sido ocupados por ellos entre los ríos Paraguay, Tebicuary y Paraná, nunca fueron cedidos. 
Luego de expulsar a los jesuitas, el gobernador de Buenos Aires Francisco de Paula Bucarelli dictó las ordenanzas del 23 de agosto de 1768, mediante las cuales los pueblos misioneros pasaron a tener gobernadores interinos. Desde entonces, las pretensiones territoriales de las autoridades de Corrientes y de Asunción quedaron restringidas a las Lomas de Pedro González, que quedaron fuera del territorio misionero.

## Primera ocupación correntina

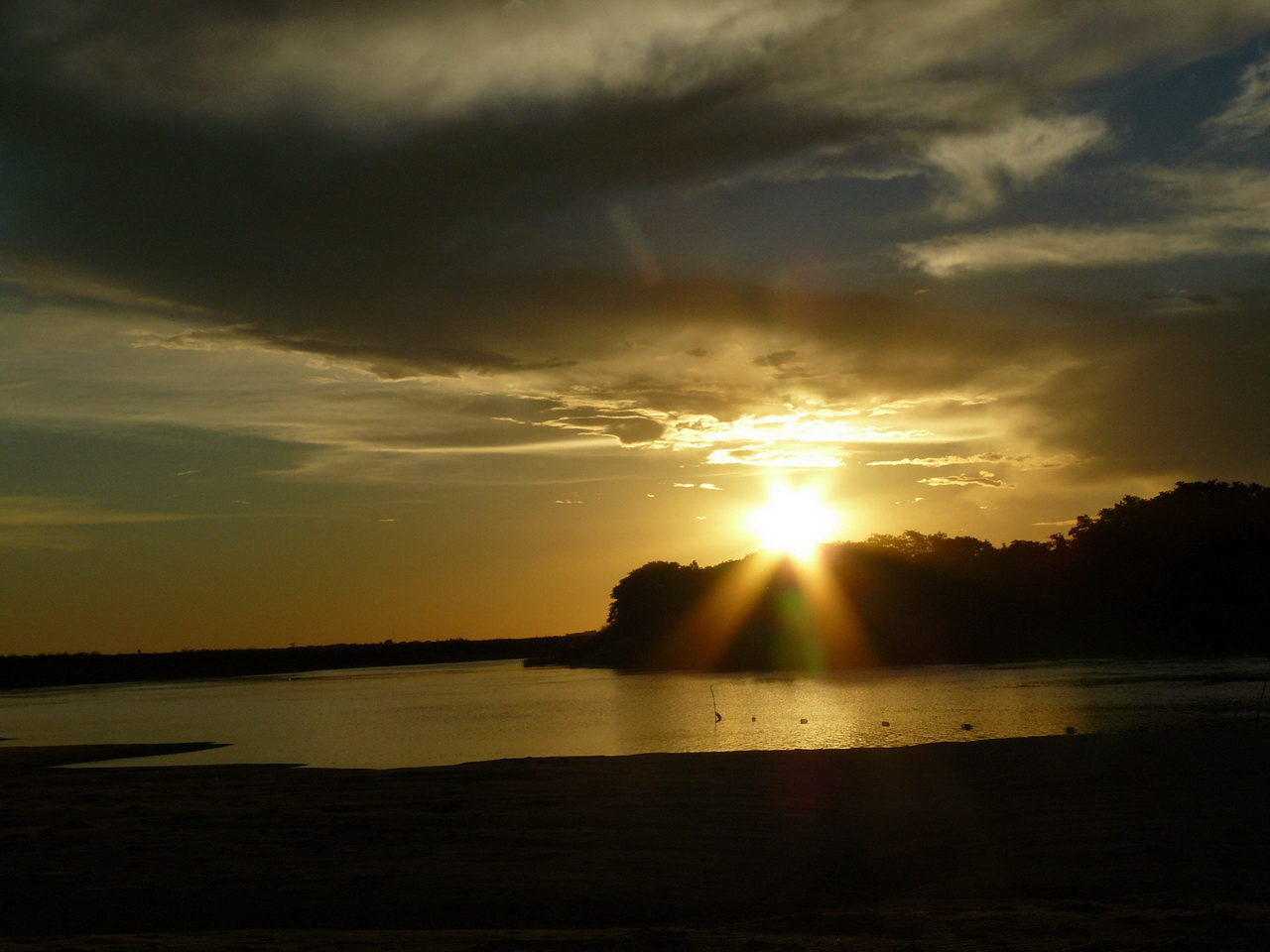
Río Tebicuary.

La más antigua mención conocida de la presencia correntina en el área en disputa es un acuerdo del Cabildo de Corrientes del 17 de mayo de 1593 (5 años después de la fundación de esa ciudad), que resolvió que fueran usadas las carretas que se hallaban en el territorio denominado Tierra de los Mares, en alusión a los esteros y grandes ríos, para cruzar el río Paraná con un cargamento de palmas para la iglesia matriz de la ciudad. Otro acuerdo del cabildo, de fecha 14 de junio de 1604, ordenó utilizar las trojas de cereales que el fundador de la ciudad tenía en las tierras de Pedro González al otro lado del río, para hacer frente un período de escasez, siendo Pedro González un vecino de Corrientes con propiedades en el área. 
Otro acuerdo capitular del 14 de junio de 1673 expresa la ocupación correntina de ese territorio. El 22 de octubre de 1706 el teniente gobernador de Corrientes, Gabriel de Toledo, publicó por bando una orden del gobernador del Río de la Plata, Alonso Juan de Valdez e Inclán, prohibiendo vaquear en esa zona:

Por cuanto me hayo con repetidas noticias de lo deterioradas que se hallan las campañas realengas de la otra banda del Rio Paraná, del ganado vacuno zimarron que pasta en ellas en la jurisdiccion de la ciudad de San Juan de Vera de las Siete Corrientes (...)

El 22 de noviembre de 1720 el gobernador del Paraguay pasó una nota al teniente gobernador de Corrientes pidiéndole que impidiera a los vecinos de su ciudad continuar realizando entradas para serdear en los campos del río Paraguay y arroyo Ñeembucú, ya que el procurador de las Misiones se había quejado de que robaban animales y dejaban caminos que guiaban a los indígenas chaqueños en sus correrías. 
La temprana ocupación del partido de Pedro González por pobladores correntinos cesó durante el primer tercio del siglo XVIII cuando la zona fue constantemente atacada por guaycurúes y payaguás, en simultáneo con los ataques charrúas en la parte sur de la jurisdicción de Corrientes, que obligó a reconcentrar a los pobladores en torno a la ciudad. En 1738 se produjo el ataque a Corrientes de los guaycurúes y en 1739 el de abipones y mocovíes, continuando en los años siguientes, siendo probablemente el momento de la evacuación del territorio de Pedro González. Los indígenas provenientes del Gran Chaco utilizaban los pasos de Curupayty y Humaitá en el río Paraguay para alcanzar las estancias y pueblos más occidentales de las Misiones ubicados entre los ríos Paraná y Tebicuary, y luego de atravesar este último, atacar las poblaciones paraguayas adyacentes. El área fue utilizada como refugio por los indígenas chaqueños, sin que el Paraguay efectuara expediciones militares contra ellos en esa región. Las expediciones correntinas generaron quejas de los jesuitas de las Misiones, ya que las sendas y caminos que abría eran luego utilizados por los indígenas para atacar las estancias de los pueblos misioneros. Al resguardo de las excursiones de las milicias correntinas, en 1763 Manuel de Orduña pudo conducir por la zona una tropa comercial al Paraguay.

## Comienzo de la disputa
En 1778 el gobernador del Paraguay, Pedro de Melo de Portugal y Villena, viajó a Buenos Aires para acordar con el primer virrey del Río de la Plata, Pedro de Cevallos, los medios para enfrentar los ataques indígenas y determinar los límites de la provincia. En cuanto a la zona al sur del río Tebicuary, el virrey le indicó que se entendiese con Juan García de Cossio, teniente gobernador de Corrientes. De regreso al Paraguay, a su paso por Corrientes Melo de Portugal acordó verbalmente con García de Cossio realizar un ataque simultáneo sobre el partido de Pedro González, comprometiéndose ambos a poblar y guarnecer el territorio con el paso de Curupayty como límite entre ambas jurisdicciones. Melo de Portugal se comprometió a avisar a Corrientes los pasos que acordaría con el Cabildo de Asunción para llevar adelante la empresa conjunta, pero al no recibir noticias, el 18 de enero de 1779 el síndico procurador del Cabildo de Corrientes, Francisco Quevedo, propuso reasumir los derechos de la ciudad en el territorio de Pedro González y realizar una expedición de exploración en él. La expedición al mando de Quevedo exploró hasta alcanzar el Tebicuary con 50 milicianos y 12 indígenas baqueanos del pueblo de Itatí, encontrado solo indígenas chaqueños como pobladores. En abril el Cabildo de Corrientes envió una expedición de 200 milicianos al mando del maestre de campo Juan Benítez de Arriola con pobladores para asentarse en Pedro González y guarnecer los pasos de Curupayty y Humaitá. En este último, fue establecido un resguardo por el administrador de Real Hacienda. El alcalde de 2° voto, Antonio Idalgo, fue comisionado para informar al virrey de esas acciones. Los expedicionarios partieron del pueblo de Itatí, cruzando el Paraná por el paso de Itatí.
El 16 de febrero de 1779 el gobernador del Paraguay publicó un bando pidiendo que se presentasen voluntarios para poblar los pasos de Curupayty y Humaitá, en donde se les repartirían tierras. Melo de Portugal envió una expedición exploratoria que regresó a Asunción con la noticia de que Curupayty se hallaba ya poblado y guarnecido por correntinos. El 31 de marzo envió un oficio a García de Cossio expresando que había dado cuenta al virrey sobre el convenio, sin tener aún respuesta:

(...) Por lo que no puso en planta las poblaciones, fue porque concurrieron varios quehaceres urgentes en el Gobierno; y cuando me desocupé de ellos mandé, una espedición á reconocer el territorio, y ya encontraron gentes de esa jurisdiccion que procuraban establecerse, y aun amojonar las tierras, sin pasarme aviso, llevándose de camino varios animales pertenecientes á este vecindario, de aquellos que roban los infieles y dejan en los campos. Ahora acabo de saber que en Itatí están pasando 200 hombres con el destino de poblar las citadas tierras (...)

Melo de Portugal concluía el oficio expresando que encontraba muy extraño el accionar de Corrientes y pedía que se retirase la población de Curupayty hasta que llegase la respuesta del virrey a su informe.
En la carta que Melo de Portugal dirigió al virrey con fecha 20 de marzo de 1779, el gobernador adujo que cedía la mitad sur del territorio de Pedro González en beneficio de que Corrientes expulsara de allí a los indígenas y guarneciera el territorio, Corrientes alegaba idénticas, y consideraba que había hecho una cesión al Paraguay. El Cabildo de Corrientes dirigió un oficio al virrey el 15 de marzo expresando:

Que en la otra banda del Paraná, había un territorio llamado Curupaití y por otro nombre Lomas de Pedro Gonzalez, que corría desde el ángulo que forman los rios Paraná y Paraguay, y otro territorio seguia hasta dar por una parte con el Tevicuarí y por otro, con los límites de los pueblos Guaranis de la otra banda del Paraná, que seguian derechamente la misma línea del lindero comun en los pueblos de esta banda, con la jurisdiccion de Corrientes, á que pertenecia el enunciado terreno, y como tal lo tuvo poblado con sus vecinos, uno de los cuales fue el dicho Pedro Gonzalez, pero que á causa de las irrupciones de los indios del Chaco, se vieron precisados á despoblarlo, hasta que viendo, que los vecinos necesitaban tierras en que estenderse, habían formado el proyecto de repoblarlo, haciendo una formal inspeccion (...)

El 13 de abril el virrey Juan José de Vértiz y Salcedo respondió al gobernador del Paraguay y al Cabildo de Corrientes que había recibido al mismo tiempo ambas comunicaciones, que Corrientes solicitaba auxilio para su destacamento de 200 hombres y que solicitaba aprobación para la fundación de la villa de Curupayty, por lo que resolvería posteriormente.
El 24 de abril de 1779 el Cabildo de Corrientes trató el oficio de Melo de Portugal, declarando que la población de Curupayty se hallaba dentro los límites adjudicados a Corrientes por el convenio, que había comunicado al virrey, y que mientras este no resolviese, no era posible retirar de allí la población y milicias. Al conocer esa declaración Melo de Portugal dirigió el 13 de mayo otro oficio al Cabildo de Corrientes diciendo que se había acordado que el paso de Curupayty y Lomas de Pedro González quedarían para el Paraguay, sin perjuicio de su derecho hasta el río Paraná, por lo que enviaría colonos a poblarlos. El mismo día el virrey oficiaba al gobernador del Paraguay pidiéndole que procure evitar discodias con Corrientes y que había pasado a un asesor los antecedentes del caso. Un oficio similar pasó ese día a Corrientes.
El 20 de mayo, Melo de Portugal dirigió un oficio al virrey enumerando los derechos del Paraguay a todo el territorio basándose en la Real Cédula de división de la primitiva Gobernación del Río de la Plata, y en que según él, la Real Cédula de 1726 no puso bajo jurisdicción de Buenos Aires todo el territorio de las Misiones, sino que solo lo que los pueblos ocupaban y pedía al virrey el desalojo de los correntinos. Melo de Portugal envió comisarios a poblar y fortificar el paso de Curupayty, sucediéndose las comunicaciones entre ambos gobiernos hasta que el 8 de junio de 1779 el teniente gobernador de Corrientes ofició que dado que el gobernador del Paraguay había violado el convenio verbal, por el que se dividía el territorio en dos mitades, no pudiendo corresponder a la mitad paraguaya los pasos de Curupayty y Humaitá, el Cabildo de Corrientes había decidido anularlo y restablecer su reclamación hasta el río Tebicuary.

## Resoluciones del virrey
El 13 de junio de 1779, por queja de Corrientes, el virrey reconvino al gobernador del Paraguay ordenándole que retire los comisarios, milicias y pobladores hasta que él resuelva el caso. El 25 de agosto Melo de Portugal contestó disculpándose y avisando que había retirado las milicias y demás expedicionarios, pidiendo que se le permita poblar la desembocadura del arroyo Ñeembucú, en donde ya había iniciado la población, que estaba dentro de la mitad acordada al Paraguay. El 13 de septiembre el virrey autorizó que continuase la construcción de la población de Ñeembucú, enviando oficios a Asunción y a Corrientes.

(...) permitiendo á la provincia del Paraguay poblar en el Ñembucú, porque al mismo tiempo de haberme cerciorado estar comprendido este paraje en la mitad, que según el convenio debia ocupar aquella provincia, y de tener en este concepto adelantadas todas las providencias respectivas; es un establecimiento efectivamente útil á esa ciudad, y con especialidad á los pueblos de Misiones que sufren repetidas invasiones por aquella parte (...)

El 9 de noviembre resolvió provisoriamente el virrey:

(...) que aquel terreno se divida en dos partes iguales, y que se adjudique á cada una, la que la séa contigua ó inmediata, comisionando para esta division, y dilijencias, cuyos costos habran de satisfacer ésa ciudad, y la del Paraguay, al Gobernador interino de los pueblos de Misiones, y en la intelijencia que á estos no se les ha de perjudicar en los terrenos que les séan necesarios, para su estension, estancias chacaras y sementeras, con los montes precisos para cortes de leña y maderas (...)

Fue comisionado el gobernador Soria de Misiones, pero no practicó el deslinde, por lo que las partes acordaron establecer el límite en el arroyo Hondo. En el sector correntino se estableció una comandancia militar que comprendía: las Lomas de Pedro González, el paso y guardia de Curupayty, el resguardo de aduana de Humaitá, y los parajes Laureles, Curuzú Cuatiá, Costa del Paraná, y Estero Bellaco. En lo eclesiástico quedó formando una viceparroquia dependiente del curato de la Ensenada de la Ciudad de Corrientes. La parte paraguaya formó el Partido de Ñeembucú o Pilar, con una comandancia militar y un curato.

## Disputas entre los pobladores correntinos y paraguayos
El 22 de agosto de 1783 el rey nombró al gobernador Melo de Portugal como gobernador intendente del Paraguay, estableciendo el real despacho que comprendía su jurisdicción todo el territorio de su obispado.
Como la parte correntina no tenía una iglesia, los feligreses solían asistir a la de la Villa del Pilar, lo que dio motivo al gobernador del Paraguay para que el 13 de enero de 1784 dirigiera un oficio al teniente gobernador de Corrientes, Alonso de Quesada, diciéndole que debido a que la Real Ordenanza de Intendentes de Ejército y Provincia del 28 de enero de 1782 había establecido que la Intendencia del Paraguay comprendiera los límites de su obispado, debía evacuar Curupayty llevándose las armas, municiones y gente, por estar dentro de su territorio, pero la petición fue rechazada, dándose cuenta al virrey.

Art. 1º. (...) Será una de dichas Intendencias la General del Ejército y Provincia que ya se halla establecida en la Capital de Buenos Aires y su distrito privativo será todo el de aquel Obispado. Las siete restantes, que han de crearse, serán solo de Provincia; y se habrá de establecer una en la Ciudad de la Asunción del Paraguay, que comprenderá todo el territorio de aquel Obispado; (...)
Real Ordenanza de Intendentes de Ejército y Provincia

Sin embargo de que el Gobierno de los Treinta Pueblos de las Misiones Guaraníes continuó existiendo, su gobernador solo tenía a cargo el mando militar y la causa de justicia, además de la de policía en el pueblo de su capital, teniendo los intendentes de Asunción y Buenos Aires las demás causas dentro del territorio correspondiente a sus obispados.
En 1786 el comandante de Ñeembucú, Juan de Xara, efectuó mensuras hasta el Paraná, motivando el reclamo correntino del 10 de enero de 1786, contestado 6 días después en términos conciliatorios y mencionando que la demarcación estaba pendiente. Sin embargo, Melo de Portugal dejó aclarado que el Xara había excedido sus órdenes de demarcar solo en los límites de su provincia. El 3 de noviembre de 1788 el virrey Marqués de Loreto respondió a una carta del teniente gobernador de Corrientes, José Ponciano Rolón, señalando que había pasado a asesoría los reclamos de los pobladores de Curupayty respecto de usurpaciones de los paraguayos en la zona. 
En 1789 en nuevo gobernador del Paraguay, Joaquín Alós y Brú, envió a Buenos Aires a Pedro José Robledo a reclamar ante el virrey sobre los derechos de su provincia sobre el territorio, a lo que el Cabildo de Corrientes respondió con un extenso documento, sin que el virrey tomara alguna decisión. El virrey Nicolás de Arredondo dispuso el 5 de noviembre de 1792 que la población de Ñeembucú pasara a la categoría de villa, con el nombre de Villa del Pilar. El 19 de marzo de 1797, el ya virrey pedro Melo de Portugal, confirmó la reposición hecha por el teniente gobernador de Corrientes de Pablo Antonio González de Guzmán como comandante del partido de Curupayty. El 3 de enero de 1798 el virrey Antonio Olaguer Feliú autorizó a las autoridades correntinas a cubrir con milicias el nuevo paso de Tayí abierto por los indígenas del Chaco frente a la boca del río Bermejo, que el comandante de Ñeembucú no cubría. En 1802 se produjeron quejas ante el virrey de las autoridades eclesiásticas de Corrientes debido a que el cura de Ñeembucú ejercía jurisdicción sobre los paraguayos residentes en los partidos de Curapayty y Lomas de pedro González, exigiendo a los feligreses paraguayos realizar sus actividades religiosas en su parroquia. En 1803 hubo también cruces de notas entre el comandante de Ñeembucú, Sebastián Esteche, y el teniente gobernador de Corrientes, debido a que el primero se atribuía jurisdicción sobre los paraguayos del área en disputa.
Una nueva representación fue hecha por el gobernador del Paraguay Lázaro de Rivera y Espinosa, por el Cabildo de Asunción y por el Cabildo eclesiástico de ese obispado en 1803, contestadas por las autoridades civiles y eclesiásticas de Corrientes sin que se produjeran modificaciones. El Cabildo de Corrientes pidió al exgobernador intendente Juan García de Cossio que informara al respecto, quien lo hizo el 11 de febrero de 1803:

(...) que estaba habitado de los indios infieles, habitadores de su antiguo suelo el Chaco, que en virtud de Superiores ordenes, despaché á ellos doscientos milicianos para arrojarlos de él, y poblarlos como se verificó: como también levantando un fuerte, con guarnicion de cincuenta soldados, para asegurar esta conquista y poblacion; de modo que se dieron tan acertadas órdenes que observan aquellos milicianos, que hasta hoy no han sido inquietados por los infieles (...)

Desde 1806 a 1809 se sucedieron las quejas del gobierno del Paraguay ante los virreyes debido a la presencia de indígenas chaqueños reducidos en Curupayty, a quienes acusaban de robos en territorio paraguayo, sin lograr que los virreyes ordenaran su desalojo. El 18 de octubre de 1809 el virrey Baltasar Hidalgo de Cisneros ordenó al teniente gobernador de Corrientes que obligase a los paraguayos residentes en Curupayty a prestar servicio en las milicias.

## La Revolución de Mayo
El 25 de mayo de 1810 se formó en Buenos Aires una Junta Provisional de Gobierno, tras ser depuesto el virrey Cisneros, hecho conocido como Revolución de Mayo. La Junta de Buenos Aires manifestaba que aspiraba a gobernar el Virreinato del Río de la Plata en nombre del rey Fernando VII hasta que se aclarase la situación en la península ibérica. Con ese motivo la Junta y el Cabildo de Buenos Aires dirigieron comunicaciones a las demás ciudades y villas del virreinato expresando sus motivos para asumir el gobierno y solicitando su reconocimiento y acatamiento, además de pedir el envío de diputados para la formación de un gobierno representativo. Las comunicaciones de la Junta fueron llevadas a Asunción por el coronel de milicias del Regimiento N° 2 de Voluntarios de Caballería del Paraguay (o de Costa Abajo), José de Espínola y Peña. El 15 de junio Espínola entregó los pliegos al teniente gobernador de Corrientes, Pedro Fondevila, logrando su adhesión a la Junta y partiendo al día siguiente. Al llegar a la villa del Pilar convocó al cabildo, presionándolo a reconocer y jurar a la Junta de Buenos Aires, y expidió células para el reclutamiento de tropas para enviar a Buenos Aires y tener un elemento de apoyo militar en el Paraguay. El 21 de junio llegó a Asunción, poniendo en manos del gobernador Bernardo de Velasco los pliegos que llevaba. El gobernador reunió un congreso provincial el 24 de julio, resolviéndose no acatar a la Junta de Buenos Aires. Velasco inició preparativos bélicos. El 11 de agosto el comandante de Curupayty, José Piris, ordenó un reclutamiento de milicianos en su jurisdicción, y el 27 de agosto avisó a Fondevila sobre aprestos militares en la Villa del Pilar.

## Ocupación paraguaya del área en litigio

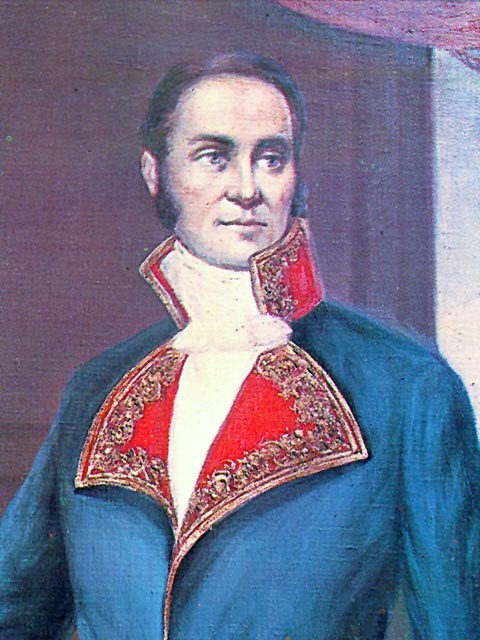
Fulgencio Yegros realizó la ocupación paraguaya del área en litigio.

Para librar el paso a los buques destinados al Paraguay que se hallaban retenidos en Corrientes, Velasco ordenó a Pedro Gracia, desde Misiones el 15 de septiembre, que enviase una flotilla naval a franquearles el paso y ocupar toda la zona desde el arroyo Hondo hasta el río Paraná. La flotilla al mando del comandante José Antonio Zavala y Delgadillo, estaba formada por 3 barcos mercantiles armados, por "La Viscaya", una viaja cañonera rehabilitada al efecto y dos polacras. Iban en ella 38 artilleros, 40 milicianos de San Isidro del Curuguaty, 10 pardos fusileros, 49 miñones y 69 milicianos del cuartel de Asunción. Sus instrucciones eran tratar directamente con el cabildo de Corrientes la entrega de los barcos retenidos. Caso contrario, y luego de tres intimaciones, hacerlo por la fuerza sumando en represalia las falúas de resguardo que pudieran haber en el puerto. También tenía directivas para que los correntinos que tuvieran propiedades en la zona a ocuparse, y no juraran obediencia a Asunción, fueran expulsados sin usar ninguna consideración con ellos. La flotilla partió el 21 de septiembre de 1810 y el 1° de octubre rescató 8 barcos que halló fondeados a una legua al sur de Corrientes, cumpliendo así su cometido.

El 27 de septiembre, el segundo comandante de Pilar, Juan José Rojas, ocupó Curupayty sin combatir. El 28 de septiembre Ferrer comunicó que Fulgencio Yegros había tomado prisionero al comandante Juan Manuel Piris de Ávila en el Paso de Itatí y que el alcalde de 1° voto del Cabildo se uniría a Yegros con 40 hombres que se hallaban en Curupayty para ocupar los dos pasos que restaban.

## Reconocimiento provisional del dominio paraguayo
- Wikisource contiene obras originales de o sobre Disputa de Curupayty y Lomas de Pedro González.

El Tratado de Amistad, Auxilio y Comercio fue firmado el 12 de octubre de 1811 entre la Junta Grande del Río de la Plata y la Junta Gubernativa de Asunción, reconociendo el gobierno de Buenos Aires la autonomía de la provincia del Paraguay hasta la celebración de un Congreso General que decidiera la forma de gobierno, estableciendo de hecho la independencia del Paraguay.
El artículo 4 establecía que los límites entre las intendencias de Buenos Aires y del Paraguay, permanecerían como se hallaban hasta que un Congreso General los defina, dejando en posesión paraguaya el Partido de Pedro González. Debiendo acordarse con el obispo de Buenos Aires esa solución interina para que no interfiera en el partido disputado.

Artículo 4. A fin de precaver en cuanto sea posible toda desavenencia entre los moradores de una y otra provincia, con motivo de la diferencia ocurrida sobre la pertenencia del partido nombrado Pedro Gonzalez, que se halla situado en esta banda del Paraná, continuara por ahora en la misma forma en que actualmente se halla, en cuya virtud se encargará al Cura de las Ensenadas de la Ciudad de Corrientes, no haga novedad alguna, ni se ingiera en lo espiritual de dicho partido, en la inteligencia de que en Buenos Aires se acordará con el Ilustrísimo Señor Obispo lo conveniente al cumplimiento de esta disposicion interina, hasta tanto que con mas conocimiento se establezca en el Congreso General la demarcacion fija de ambas provincias, hácia ese costado (...)

## Renuncia correntina
El 31 de julio de 1841 el gobierno de la Provincia de Corrientes firmó con los cónsules de la República del Paraguay, Carlos Antonio López y Mariano Roque Alonso, un Tratado Provisorio de Límites. El tratado fue ratificado por el gobernador correntino, Pedro Ferré, el 12 de agosto de ese año, pero su vigencia sería provisional por no ser firmado por un gobierno nacional argentino:

Los infrascriptos Cónsules de la República del Paraguay, habiendo examinado los poderes de D. Gregorio Valdez y D. Juan Mateo Arrióla, Enviados Estraordinarios del Exmo. Gobierno de Corrientes cerca de este, sobre los derechos territoriales de ambos países tuvieron presente que los primeros, sin especial delegación del Soberano Congreso General, y los segundos como representantes solo de una parte integrante de la República Argentina, no pueden establecer una demarcación fija, y deseando afirmar con mayores vínculos el tratado de amistad, comercio y navegación, que han concluido este dia, convinieron provisionalmente entre tanto que ambas partes invistan plenos poderes para un acuerdo definitivo, en los artículos siguientes:

Art. 1°. Queda reconocido por pertenencia de la República á esta banda del Paraná el territorio que corresponde á la jurisdicción de la Villa del Pilar, hasta Yabebirí.—

(...)

La Provincia de Corrientes reconoció así el dominio paraguayo del área en disputa y el interés argentino por recuperar esa zona prácticamente desapareció.

## Resolución definitiva de la disputa

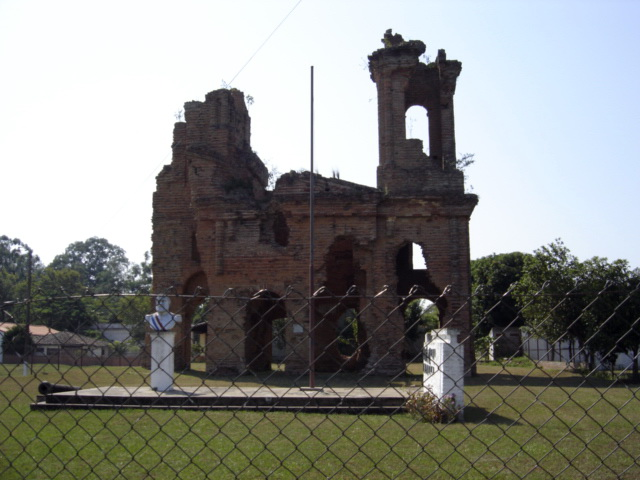
Ruinas de la iglesia de San Carlos Borromeo, en Humaitá, Paraguay.

Las principales batallas de la Guerra de la Triple Alianza se disputaron en el territorio de las Lomas de Pedro González, en donde se hallaban las fortalezas paraguayas de Curupayty, Humaitá, Curuzú e Itapirú. Mediante el Tratado Secreto de la Triple Alianza el gobierno argentino aceptó reconocer al Paraguay el área que ya la provincia de Corrientes no disputaba:

Art. 16. A fin de evitar discusiones y guerras que las cuestiones de límites envuelven, queda establecido que los aliados exigirán del gobierno del Paraguay que celebre tratados definitivos de límites con los respectivos gobiernos bajo las siguientes bases: La República Argentina quedará dividida de la República del Paraguay, por los ríos Paraná y Paraguay, hasta encontrar los límites del Imperio del Brasil (...)

Finalizada la guerra, los gobiernos de la Argentina y del Paraguay firmaron el 3 de febrero de 1876 un Tratado de Límites que reconoció definitivamente la propiedad paraguaya del área de Curupayty y Pedro González:

Art. 1°. La República del Paraguay se divide por la parte del Este y Sur de la República Argentina, por la mitad de la corriente del canal principal del Río Paraná desde su confluencia con el Río Paraguay, hasta encontrar por su margen izquierda los límites del Imperio del Brasil, perteneciendo la Isla de Apipé á la República Argentina, y la Isla de Yaciretá á la del Paraguay, como se declaró en el Tratado de 1856.

- Wikisource contiene obras originales de o sobre Disputa de Curupayty y Lomas de Pedro González.